# 李国筠

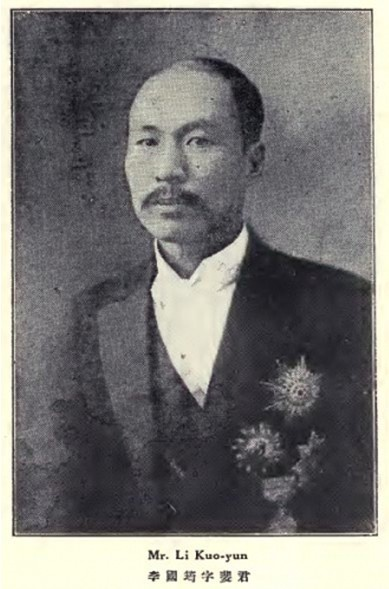

李国筠（1878年—？），字斐君，榜名筠寿，安徽省合肥县人，清朝及中华民国政治人物。

## 生平
1902年（光绪二十八年），李国筠毕业于安徽省立的学堂。1903年，他获得安徽巡抚推荐参加科举考试，中举人。此后他历任庐州府中学堂监督，合肥县教育会会长，庐州商会总理，安徽谘议局副议长，资政院议员。
中华民国成立后，1912年12月李国筠被任命为安徽财政司司长。1913年9月，他转任安徽内务司司长。自1913年11月至1914年3月，他兼任安徽财政司司长、国税厅筹备处处长。1914年5月，他升任广东巡按使。1915年7月，他调任广西巡按使，但他未就任，并很快辞职。1915年7月他成为袁世凯成立的参政院的参政。参政院于1916年6月随着袁世凯逝世而解散。1920年9月，他任经济调查局总裁。 1921年1月，他获授二等大绶宝光嘉禾章，1922年10月获一等大绶，1923年3月获一等大绶宝光嘉禾章。

## 家庭
他是李鸿章的侄孙，李经羲的次子（长子为李国松）。